# Sara Botsford
Pour les articles homonymes, voir Botsford.
Sara Botsford est une actrice et réalisatrice canadienne née le 8 avril 1951 à Dobie (Canada).

## Filmographie

### comme actrice
- 1977 : The Fighting Men (TV) : Maggie
- 1979 : Crossbar (TV) : Tricia
- 1982 : By Design : Angie
- 1982 : Deadly Eyes : Kelly Leonard
- 1982 : La Mort aux enchères (Still of the Night) : Gail Phillips
- 1982 : Meurtre par téléphone (Murder by Phone) de Michael Anderson : Ridley Taylor
- 1984 : Le Marchand d'armes (The Gunrunner) : Maude
- 1986 : L'Affaire Chelsea Deardon (Legal Eagles) d'Ivan Reitman : Barbara
- 1986 : Jumpin' Jack Flash : Lady Sarah Billings
- 1956 : As the World Turns (série télévisée) : Lilith McKechnie (1988, 1990)
- 1990 : E.N.G. ("E.N.G. Reporters de choc") (série télévisée) : Ann Hildebrandt
- 1991 : Thick as Thieves : Je l'alme Woman
- 1992 : Fatal Memories (TV) : Janice
- 1994 : My Breast (TV) : Eve
- 1995 : Obstruction of Justice
- 1995 : The Wright Verdicts (série télévisée) : Mercedes De Pedroso
- 1996 : Dangerous Offender: The Marlene Moore Story (TV) : Heather Allen
- 1997 : The Arrow (TV) : Kate O'Hara
- 1998 : The Fixer (TV) : Bonnie
- 1999 : Passe-temps interdits (Our Guys: Outrage at Glen Ridge) (TV) : Mrs. Farber
- 1999 : The Lot (série télévisée) : Norma St. Claire
- 1999 : Ricky Nelson: Original Teen Idol (TV) : Harriet Nelson
- 2002 : Trudeau (feuilleton TV) : Mrs. Kathleen Sinclair
- 2003 : Burn: The Robert Wraight Story (TV) : Meredith Farley
- 2004 : Anne: Journey to Green Gables (vidéo) : Mrs. Barry and Frau Schuller
- 2004 : Tremors 4 : La légende commence (Tremors 4: The Legend Begins) (vidéo) : Christine Lord
- 2004 : Eulogy : Mrs. Carmichael
- 2005 : Fog : Kathy Williams
- 2005 : The L Word (série télévisée) : Allen Barnes
- 2014 : Lizzie Borden a-t-elle tué ses parents ? (Lizzie Borden Took an Ax) : Abby Durfee Borden
- 2015 : Rider (River) de Jamie M. Dagg : docteur Stephanie Novella

### comme réalisatrice
- 1996 : Impasse (Dead Innocent)